# Reprezentacja Tunezji w piłce siatkowej mężczyzn
Reprezentacja Tunezji – narodowa reprezentacja tego kraju, reprezentująca go na arenie międzynarodowej.

## Skład reprezentacji naMistrzostwa Świata w Piłce Siatkowej Mężczyzn 2022
Trener:  Antonio Giacobbe
| Nr | Imię i nazwisko        | Data urodzenia (wiek) | Wzrost (cm) | Klub            | Pozycja |
| -- | ---------------------- | --------------------- | ----------- | --------------- | ------- |
| 2  | Ahmed Kadhi            | 19.04.1989 (33)       | 199         | ES Tunis        | Ś       |
| 3  | Khaled Ben Slimene     | 14.12.1994 (28)       | 193         | ES Tunis        | R       |
| 6  | Mohamed Ali Ben Othmen | 12.05.1991 (31)       | 188         | ES Tunis        | P       |
| 7  | Elyes Karamosli        | 22.08.1989 (33)       | 198         | ES Tunis        | P       |
| 8  | Yassine Abdelhedi      | 28.10.1999 (27)       | 206         | Erzin Yeşilkent | P       |
| 9  | Omar Agrebi            | 26.08.1992 (30)       | 205         | CS Sfaxien      | Ś       |
| 10 | Hamza Nagga            | 29.05.1990 (32)       | 191         | ES Tunis        | A       |
| 12 | Rami Bennour           | 23.12.1991 (30)       | 186         | CS Sfaxien      | R       |
| 13 | Selim Mbareki          | 06.03.1996 (26)       | 198         | ES Tunis        | Ś       |
| 16 | Mahdi Ben Tahar        | 17.09.2004 (17)       | 204         |                 | Ś       |
| 18 | Ali Bongui             | 14.08.1996 (26)       | 180         | CS Sfaxien      | A       |
| 19 | Aymen Bouguerra        | 01.11.2001 (20)       | 198         | Narbonne Volley | P       |
| 20 | Saddem Hmissi          | 16.02.1991 (31)       | 186         | ES Tunis        | L       |
| 21 | Tayeb Korbosli         | 05.06.1993 (29)       | 188         | ES Tunis        | L       |

## Sukcesy
Mistrzostwa Afryki:
- 1. miejsce (11x): 1967, 1971, 1979, 1987, 1995, 1997, 1999, 2003, 2017, 2019, 2021
- 2. miejsce (7x): 1976, 1983, 1993, 2005, 2007, 2013, 2015
- 3. miejsce (2x): 1991, 2011

Igrzyska Afrykańskie:
- 1. miejsce (1x): 1978
- 2. miejsce (3x): 1965, 1973, 2007
- 3. miejsce (1x): 1991

## Udział i miejsca

### Igrzyska Olimpijskie
| Rok  | Kraj           | Miejsce      |
| ---- | -------------- | ------------ |
| 1964 | Tokio          | brak udziału |
| 1968 | Meksyk         | brak udziału |
| 1972 | Monachium      | 12. miejsce  |
| 1976 | Montreal       | brak udziału |
| 1980 | Moskwa         | brak udziału |
| 1984 | Los Angeles    | 9. miejsce   |
| 1988 | Seul           | 12. miejsce  |
| 1992 | Barcelona      | brak udziału |
| 1996 | Atlanta        | 11. miejsce  |
| 2000 | Sydney         | brak udziału |
| 2004 | Ateny          | 11. miejsce  |
| 2008 | Pekin          | brak udziału |
| 2012 | Londyn         | 11. miejsce  |
| 2016 | Rio de Janeiro | brak udziału |
| 2020 | Tokio          | 11. miejsce  |
| 2024 | Paryż          | brak udziału |
| 2028 | Los Angeles    |              |

### Mistrzostwa Świata
| Rok  | Kraj             | Miejsce        |
| ---- | ---------------- | -------------- |
| 1952 | ZSRR             | brak udziału   |
| 1956 | Francja          | brak udziału   |
| 1960 | Brazylia         | brak udziału   |
| 1962 | ZSRR             | brała udział   |
| 1966 | Czechosłowacja   | brak udziału   |
| 1970 | Bułgaria         | 22. miejsce    |
| 1974 | Meksyk           | 18. miejsce    |
| 1978 | Włochy           | 24. miejsce    |
| 1982 | Argentyna        | 21. miejsce    |
| 1986 | Francja          | brak udziału   |
| 1990 | Brazylia         | brak udziału   |
| 1994 | Grecja           | brak udziału   |
| 1998 | Japonia          | brak udziału   |
| 2002 | Argentyna        | 21-24. miejsce |
| 2006 | Japonia          | 14-15. miejsce |
| 2010 | Włochy           | 19-24. miejsce |
| 2014 | Polska           | 21-24. miejsce |
| 2018 | Włochy/ Bułgaria | 23. miejsce    |
| 2022 | Polska/ Słowenia | 16. miejsce    |
| 2025 | Filipiny         |                |

### Liga Światowa
| Rok  | Kraj           | Miejsce      |
| ---- | -------------- | ------------ |
| 1990 | Osaka          | brak udziału |
| 1991 | Mediolan       | brak udziału |
| 1992 | Genua          | brak udziału |
| 1993 | São Paulo      | brak udziału |
| 1994 | Mediolan       | brak udziału |
| 1995 | Rio de Janeiro | brak udziału |
| 1996 | Rotterdam      | brak udziału |
| 1997 | Moskwa         | brak udziału |
| 1998 | Mediolan       | brak udziału |
| 1999 | Mar del Plata  | brak udziału |
| 2000 | Rotterdam      | brak udziału |
| 2001 | Katowice       | brak udziału |
| 2002 | Belo Horizonte | brak udziału |
| 2003 | Madryt         | brak udziału |
| 2004 | Rzym           | brak udziału |
| 2005 | Belgrad        | brak udziału |
| 2006 | Moskwa         | brak udziału |
| 2007 | Katowice       | brak udziału |
| 2008 | Rio de Janeiro | brak udziału |
| 2009 | Belgrad        | brak udziału |
| 2010 | Córdoba        | brak udziału |
| 2011 | Gdańsk/Sopot   | brak udziału |
| 2012 | Sofia          | brak udziału |
| 2013 | Mar del Plata  | brak udziału |
| 2014 | Florencja      | 28. miejsce  |
| 2015 | Rio de Janeiro | 31. miejsce  |
| 2016 | Kraków         | 33. miejsce  |
| 2017 | Kurytyba       | 30. miejsce  |